# Les Chemins de garance
Les Chemins de garance est un roman de Françoise Bourdon publié en 2007.

## Résumé
En 1829 à Baumont (Vaucluse), dans un mas cultivant la garance, Nine, servante, a élevé Camille, 16 ans, abandonnée par Angéline, bru de Julia et Augustin Vidal. Les racines de garance sont arrachées (70 cm) en août-septembre par des montagnards faisant 30 m par jour. Julia meurt. Camille apprend que son père, Charles, s'est pendu et que Vidal, qui la traite de bâtarde, a chassé Angéline. Il meurt et Camille hérite. En 1832 Camille épouse Fabien qui l'a sauvée du choléra. En 1833 elle a Garance et apprend que Vidal a tué sa mère. En 1880 Fabien abandonne la garance pour la ramie, servant aux tissus et filets, mais Garance résiste.